# Памятник Гоголю (Санкт-Петербург, Малая Конюшенная улица)
Памятник Гоголю в Санкт-Петербурге расположен на Малой Конюшенной улице, является одной из достопримечательностей города.

## История
Памятник Николаю Васильевичу Гоголю было решено установить в Ленинграде в 1952 году, к столетию со дня смерти писателя. На Манежной площади был установлен закладной камень. Но ни один из представленных на конкурс проектов будущего памятника не удовлетворил власти, поэтому открытие монумента затянулось.
В 1996 году, когда было решено превратить Малую Конюшенную улицу в пешеходную зону, общественная Ассоциация «Клуб „Невский проспект“» предложила установить памятник Гоголю здесь. Создание монумента поручили скульптору М. В. Белову, который представил свой проект памятника, одобренный Ассоциацией и властями города. Архитектор — В. С. Васильковский.
Скульптура была отлита из бронзы на заводе «Монументскульптура», а гранитный постамент выполнен из монолита, добытого под Выборгом. Фонари и решетку изготовили литейщики фирмы «Аспект». Высота памятника — 3,4 м, высота постамента — 1,5 м.
Подпись на плинте скульптуры с тыльной стороны: «Авторы: ск. Белов М. В. арх. Васильковский В. С. / При участии: Астапов С. В. Ананнев А. А.».
Надпись на постаменте врезными золочеными знаками с лицевой стороны: «Николаю Васильевичу / Гоголю», с тыльной стороны: «Памятник установлен / по замыслу и на средства / Ассоциации Клуб „Невский проспект“. / В сооружение памятника внесли вклад:/Администрация Центрального района / Предприятия: / „Девиз-группа“, „Норд“, „Пассаж“, „Дом Ленинградской / торговли“, „Дом Книги“, „Невский проспект, 25“, „Свелен“ / „Петройл“, завод „Монументскульптура“, завод / строительных алюминиевых конструкций, „Шельф“, / ресторан „Невский“ / Граждане: / В. А. Адикаев, А. Н. Аладушкин, А. Г. Ананов, Ю. В. Архипов, / Б. П. Григорьев, Ю. А. Зорин, С. Т. Колесников, А. Е. Ловягин, / С. В. Сайкин, В. А. Телицын, С. С. Чернова, / В. А. Шевченко, С. А. Шевченко / Санкт-Петербург/ 1997 год».
Памятник был открыт 8 декабря 1997 года.

## Городская легенда

Гоголь смотрит на Казанский собор.

Существует городская легенда, что памятник установили не только Гоголю, но и криминальному авторитету Владимиру Барсукову-Кумарину, который внешне напоминал писателя, и имена членов группировки которого выгравированы на постаменте. При этом монумент установлен лицом к Казанскому собору, что якобы символизирует «наезд» Кумарина и «тамбовцев» на группировку «казанских».